# Bretislau I

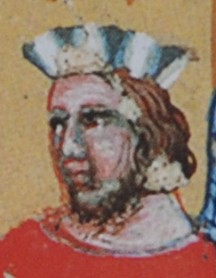
Il·lustració de la Crònica de Dalimil de principis del segle XIV

Bretislau I — Břetislav I. (?·pàg.) (txec)— 1002/1005–10 de gener del 1055), conegut com l'"Aquil·les Bohemi", de la casa del Dinastia Premíslida, fou Duc de Bohèmia des del 1035 fins a la seva mort.

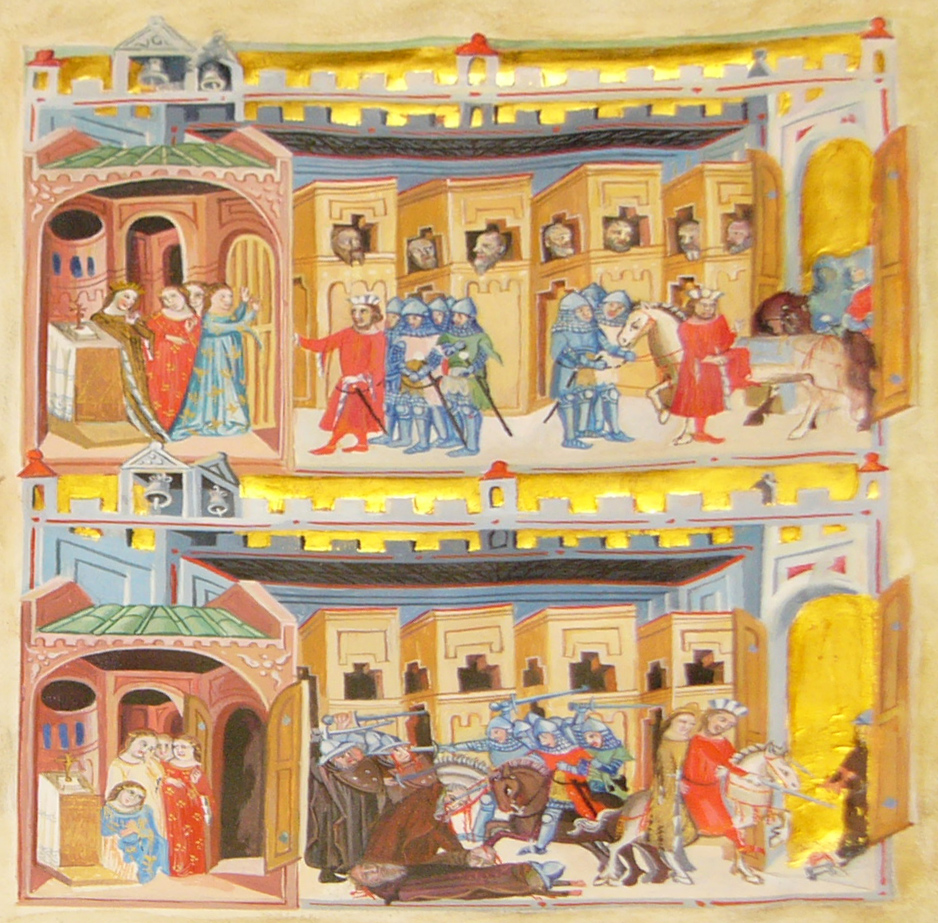
Bretislau segrestant la seva muller futura Judit de Schweinfurt d'un monestir, de la Crònica de Dalimil

Bretislau es casà amb Judit, filla de marcgravi Enric de Schweinfurt. La Dinastia Premíslida desitjava confirmar la seva bona relació amb els Babenberg a través d'un matrimoni amb Judit el 1020. Judit era una núvia desitjable, però Oldřich només tingué un fill, Bretislav, de naixement il·legítim, per això complicà la perspectiva d'un matrimoni amb Judit nascuda d'alt llinatge. Bretislau solucionà el problema segrestant a Judit d'un monestir a Schweinfurt, tot i que mai va ser castigat per aquest crim. Es casà amb Judit algun temps més tard. Els fills mascles dels que hi ha constància foren:
- Spitignev II, Duc de Bohèmia
- Vratislau II
- Conrad I de Brno
- Otó I d'Olomouc

## Joventut
Bretislau era fill del duc Oldřich i una concubina Božena de baix llinatge. Com que un fill il·legítim no podria obtenir una muller desitjable per mitjans convencional, va escollir la seva muller futura Judit de Schweinfurt (Jitka en txec), filla del noble bavarès Enric de Schweinfurt, marcgravi de Nordgau, el 1019 a Schweinfurt.
Durant el regnat del seu pare, el 1019 o 1029, Bretislau prengué Moràvia a Polònia. Cap al 1031 va envair Hongria per tal d'impedir la seva expansió per part del rei Esteve. La partició de Bohèmia entre Oldřich i el seu germà Jaromír el 1034 probablement fou la raó de la fugida de Bretislau més enllà de la frontera bohèmia, només per tornar per prendre el tron després de l'abdicació de Jaromír.

## Incursió a Polònia
El 1035 Bretislau ajudà l'Emperador Conrad en la seva guerra contra els lusacis. En 1039, observant el període de confusió a Polònia, aprofità la debilitat del seu veí i envaí el país. Després d'una lluita curta, conquerí Silèsia i Petita Polònia i saquejà severament Gran Polònia, cremant completament Gniezno i saquejant les relíquies de Sant Adalbert. El seu objectiu principal era instal·lar un arquebisbat a Praga i crear un gran estat subjecte només al Sacre Imperi. La seva incursió va tenir una influència duradora en la història de Polònia no desitjada, com el saqueig i la destrucció de Gniezno dugueren als següents governants polonesos a moure la seva capital a Cracòvia, que conservaria aquest paper durant molts segles.
El 1040 rei alemany Enric III va envair Bohèmia, però fou forçat a retrocedir després de perdre la batalla del Brůdek (un pas al Bosc Bohemi). L'any següent Enric III va envair altre cop, vorejà les defenses frontereres i assetjà Bretislau a Praga. Forçat per un motí entre els seus nobles i traït pel seu bisbe, Bretislau hagué de renunciar a les seves conquestes per a retenir Moràvia i reconèixer Enric III com el seu sobirà.
El 1047, l'Emperador Enric III va negociar un tractat de pau entre Bretislau i els polonesos. Aquest pacte afavorí a Bretislau, en que el governant polonès jurà no tornar a atacar Bohèmia a canvi de rebre un subsidi anual a Gniezno.

## Política interna

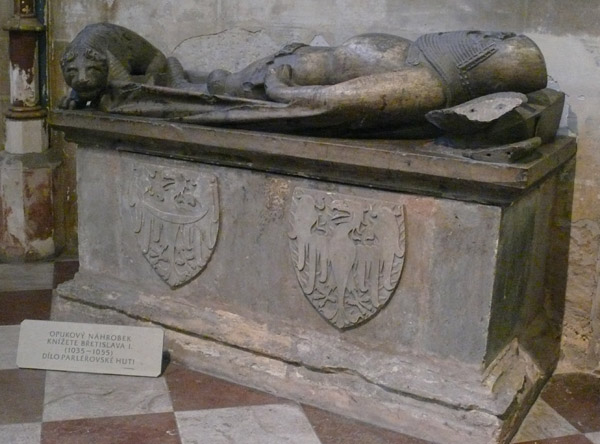
Tomba de Bretislav a la Catedral de Praga

Bretislau fou l'autor de decrets sobre les regles de cristianització, que incloïen la prohibició de la poligàmia i fer negocis durant les festes.
Fou el 1030 que Bretislau es casà amb l'esmentada Judit. Abans de la seva mort va organitzar la successió (1054) i va emetre la Llei d'antiguitat, introduint l'ordre agnàtic en la successió. Els membres més joves de la dinastia suposadament havien de governar feus (tècnicament, parts de la Moràvia), però només discreció del Duc. El resultat d'aquesta institució fou una relativa indivisibilitat dels Països Txecs, però també comportà l'alternança del domini per part de ducs més forts amb períodes de guerres intestines entre els membres de la dinastia. Això s'acabà amb l'elevació de Bohèmia a regne sota Ottokar I, quan la primogenitura esdevenia el principi governant.
El seu fill gran Spitignev el succeí com a Duc de Bohèmia amb control sobre aquell territori. Moràvia s'incorporà al ducat bohemi, però es dividí entre tres dels seus fills petits. L'apanatge d'Olomouc passà a Vratislau; l'apanatge de Znojmo passà a Conrad; i l'apanatge de Brno passà a Otó. El fill petit, Jaromír, va entrar a l'església i esdevenia Bisbe de Praga.
Bretislau I emprengué una reforma monetària cap a l'any 1050, aturant el deteriorat estat del denarius, d'importància econòmica gran. Va reemplaçar la lliura carolíngia pel marc de Praga. Les seves monedes escrivien el seu nom amb les grafies Bracislav, Bracizlavs, Bracislavx, Braczlavs.
Bretislau morí a Chrudim el 1055 quan preparava una nova invasió a Hongria i fou succeït pel seu fill Spitignev II com a Duc de Bohèmia. Els seus fills petits es quedaren la regió de Moràvia. Otó i Vratislau foren expulsats del govern per Spitignev, però després de la seva mort ambdós guanyaren, respectivament, el control de Moràvia i Bohèmia.
Bretislau fou enterrat a l'antiga església de Sant Vit a Praga, fundada per Venceslau I el 930, i la seva tomba és ara a la Capella de Sant Venceslau a la catedral de Sant Vit construïda al període 1344–66. Bretislau I fou representat en el fresc de la dinastia Premíslida a la Rotonda de Santa Caterina a Znojmo, pintat durant el període 1134–61.